# Plaza Salvador del Mundo
La Plaza Salvador del Mundo, antiguamente llamada "Plaza Las Américas", es el lugar del Monumento al Divino Salvador del Mundo y está en la ciudad de San Salvador, El Salvador. Se le considera símbolo nacional del país.

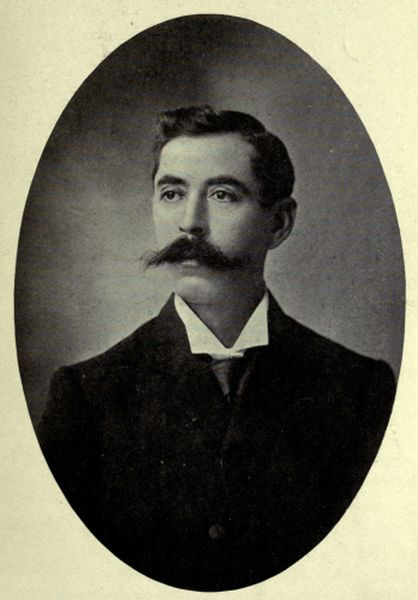
La estatua de Jesucristo, que adorna el Monumento al Divino Salvador del Mundo, se encontraba en la tumba del presidente Araujo.

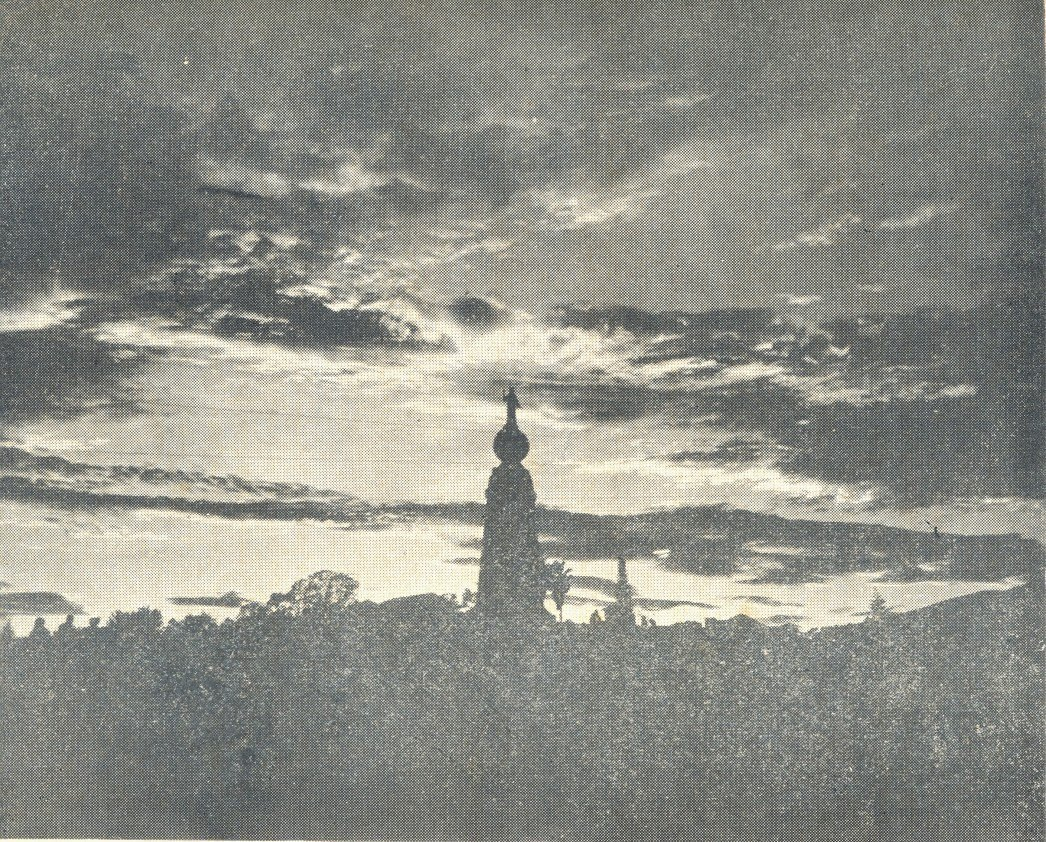
La estatua de Jesucristo, que adorna el Monumento al Divino Salvador del Mundo, (circa 1960s).

El monumento fue diseñado por el arquitecto Carlos Varahona Villaseñor, y consiste en la figura de Cristo, patrón del país, sobre un globo terráqueo que a su vez está sobre un pedestal. En un principio la imagen adornaba la tumba del Dr. Manuel Enrique Araujo, presidente de la república a principios del siglo XX. La familia del mandatario obsequió la imagen al arzobispo de San Salvador Monseñor Luis Chávez y González en ocasión de celebrarse el Primer Congreso Eucarístico Nacional en 1942, que a su vez coincidió con la conmemoración del primer centenario de la erección de la diócesis de San Salvador, hoy arquidiócesis. Fue develado el 26 de noviembre de ese año. De hecho, a partir de esta plaza, una de las cuatro vías principales que la rodean, la calzada que corresponde al suroeste de la misma, lleva por nombre alameda Manuel Enrique Araujo, en homenaje al muy querido presidente en la segunda década del siglo XX.

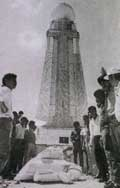
Debido al terremoto de 1986 Personas observando la imagen del Divino Salvador del Mundo, quebrado y decapitado al pie de su pedestal.

Debido al terremoto de 1986 la estatua cayó al suelo dañándose considerablemente. Fue reconstruida y puesta nuevamente en su lugar meses después con la campaña “Levantemos el alma salvadoreña”. Frente a este lugar, existe una estatua erigida en memoria de san Óscar Arnulfo Romero, mártir. De hecho, la plaza fue el escenario central de la beatificación del arzobispo salvadoreño que reunió alrededor de 300 mil feligreses el 23 de mayo de 2015.
Por otra parte, durante la celebración de las fiestas patronales de la ciudad, se acostumbra a iniciar ahí los tradicionales Desfile del Correo y Desfile del Comercio el 1 y 3 de agosto, respectivamente. En el contexto de las fiestas agostinas en ese mismo lugar inician otros desfiles de carrozas, así como tienen lugar otros festejos.
La Plaza Salvador del Mundo ha llegado a ser un punto de referencia en toda el Área metropolitana de San Salvador al grado que todo tipo de celebraciones se realizan ahí. Un ejemplo es El árbol navideño que se celebra anualmente, que tiene como objetivo poner el árbol más grande de El Salvador, y que para muchos salvadoreños es un centro de atracción. En su momento fue lo contrario, tenía en ella su punto de partida.

## Remodelación
Como parte del plan de reordenamiento impulsado por la alcaldía de San Salvador entre 2009 a 2012, el entonces alcalde Norman Quijano realizó la remodelación, así como el cambio de nombre de "Plaza las Américas" a  Plaza Salvador del Mundo, extendiendo así el nombre del monumento a toda la plaza. La remodelación incluyó la renovación total de las aceras, los graderíos y el área de las banderas. La imagen de Cristo, colocada a unos 18 m de altura, también fue remozada con nueva pintura.
Para la restauración se solicitó la intervención de la Secretaría de Cultura de la Presidencia y de la Dirección Nacional de Patrimonio Cultural. Los restauradores encargados del proyecto fueron Carmen Beatriz Castillo y Willson Alfaro.
Los trabajos dieron inicio el 7 de junio de 2010 y se concluyeron el 18 de noviembre de ese mismo año con la inauguración de la plaza. El proyecto estuvo a cargo de Grupo Roble. Uno de los objetivos principales de la renovación, era convertir esta plaza en un ícono de Centroamérica y un referente capitalino. El monto total de la reparación del sitio ascendió a unos $ 300.000.
Durante los meses de agosto a octubre de 2023, la plaza vuelve a ser renovada por parte de El Gobierno de Nayib Bukele a través del Ministerio de Obras Públicas, con la intención de celebrar el certamen Miss Universo 2023. En esta renovación se amplió más la acera, se sembraron varios tipos de árboles y se la agregó una fuente musical luminosa, además de agregar iluminación. 